# Laczkó Dezső Múzeum
A Laczkó Dezső Múzeum Veszprém és Veszprém vármegye legjelentősebb múzeuma. A mintegy 260 ezer műtárgyat, 250 ezer dokumentumot és fényképfelvételt, 24 100 könyvet és 12 800 periodikát őrző, a város és Veszprém vármegye történetét bemutató intézményt kezdetben Veszprém Vármegyei Múzeumnak, majd 1951-től Bakonyi Múzeumnak hívták; 1990. március 1-je óta Laczkó Dezső nevét viseli.
A múzeum kétemeletes épülete a belváros szélén, az Erzsébet-ligetben található. Földszinti előcsarnokában Csikász Imre szobrai láthatók, a lépcsőházban Rhé Gyula régész plakettje (Orr Lajos műve) és számos más szobor található. A híres bakonyi kavicsfogú álteknős, a Placochelys placodonta felfedezője, Laczkó Dezső geológus, piarista tanár volt a múzeum első igazgatója.

## Története

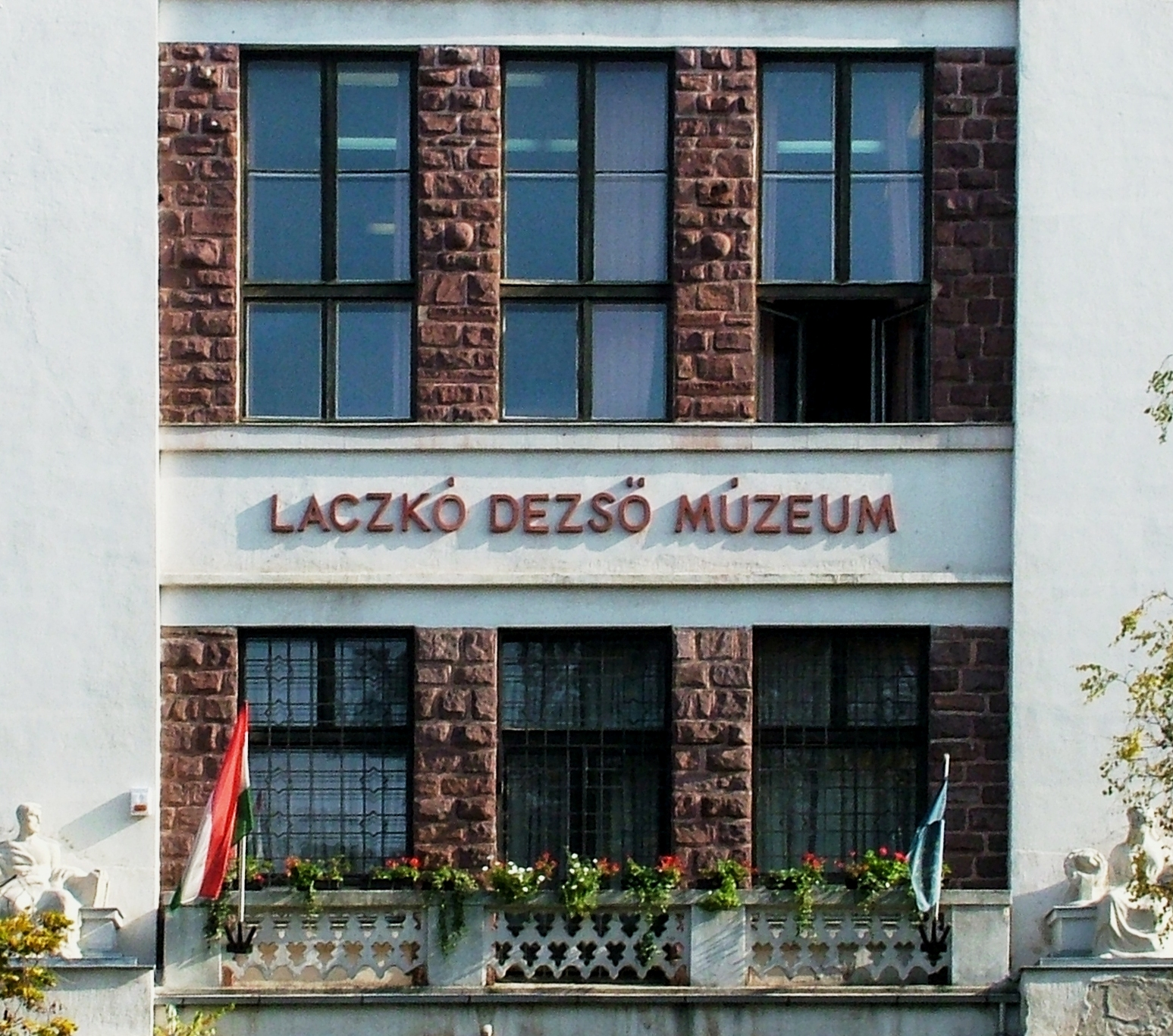
Laczkó Dezső Múzeum: Homlokzatrészlet

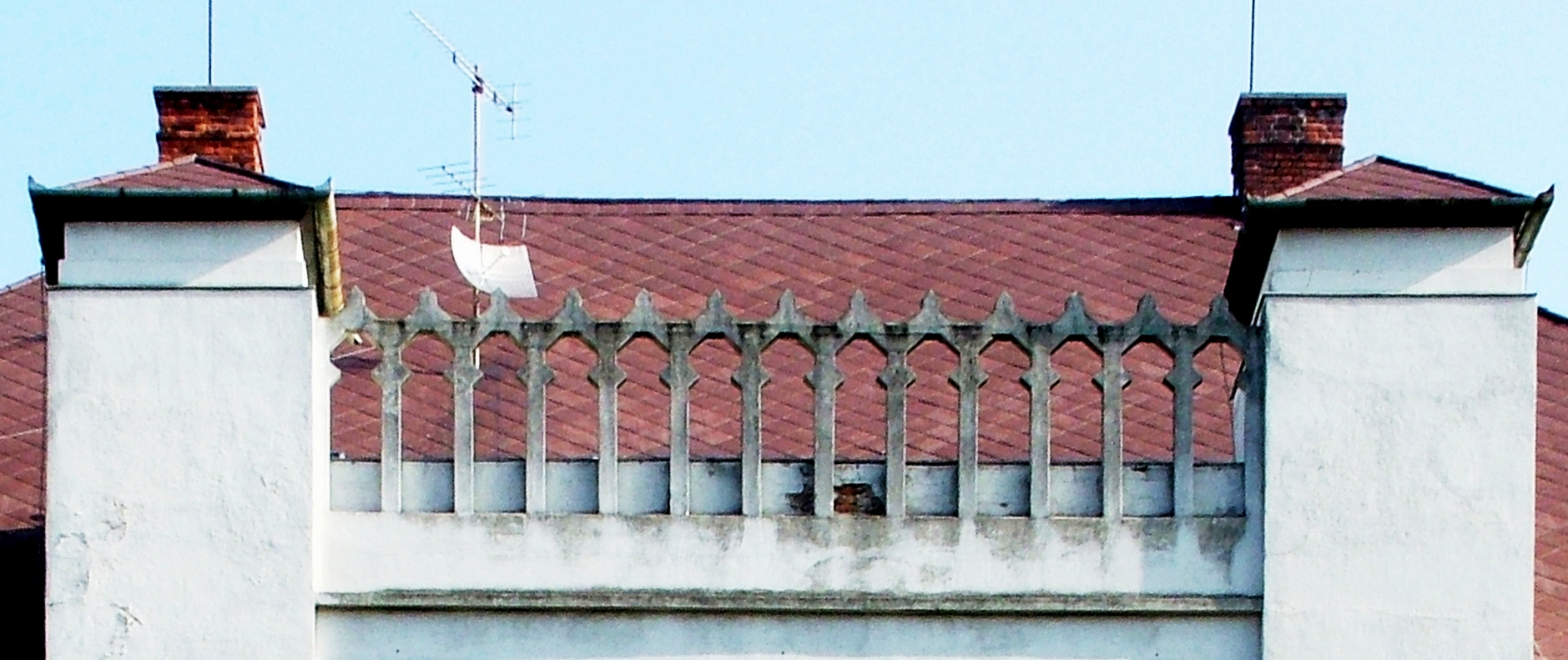
Laczkó Dezső Múzeum: Homlokzatrészlet

Elsőként 1873-ban merült fel annak az ötlete, hogy Veszprém vármegye saját múzeummal rendelkezzen. Az akkori gondolatok azonban múzeumi szervezetté vagy gyűjteménnyé nem értek meg, s csak mintegy harminc év múltán kerültek ismét a közvélemény érdeklődési körébe.

### A múzeum alapításának előzményei
Az önálló múzeum gondolata a balácapusztai ásatások nagy mennyiségű és nemzetközi jelentőségű római kori leletanyagának feltárása kapcsán merült fel ismét.
Az önálló épület ügyét három jelentős tényező befolyásolta. Egyrészt a kornak azon törekvése, mely különböző közművelődési szervezetek és intézmények létrejöttét ösztönözte. Ehhez társult az a sajátos helyi körülmény, amely sürgető városrendezési teendők ellátására – elsősorban a város főterének kialakítására, utcanyitásokra stb. – irányult. A századfordulón ennek fő szószólója Veszprém egyik leggazdagabb polgára, Óvári Ferenc takarékpénztári igazgató volt, s az elképzelést a város vezetői és tehetős polgárai is támogatták. A harmadik körülmény némiképp kapcsolódik az előzőhöz, mert a város főteréül kiszemelt Piac téren álló Nemzeti Kaszinó megszüntetése, más funkcióra történő igénybevétele, s egy új kaszinó más helyen való létesítése városrendezési feladatokhoz kapcsolódott. Az új kaszinó létesítésének kérdése összekapcsolódott a színház és a múzeum építésével.

### A Múzeumegylet alapítása
1902. november 30-án jött létre a Veszprém Vármegyei Múzeumi Egylet, amelynek elnökévé dr. Fenyvessy Ferenc főispánt választották. Az események ezzel felgyorsultak: két napra rá a vármegye törvényhatósági bizottsága döntött a múzeum létesítéséről, 1903. március 10-én pedig szabályozta az intézmény helyzetét. Igazgatónak Laczkó Dezső geológust, a Piarista Gimnázium tanárát választották. Március 24-én a vallás- és közoktatásügyi miniszter is tudomásul vette a múzeum alapítását.
1904-ben a vármegyeháza második emeletén tíz teremben és a hozzávezető folyosón elhelyezett múzeumi gyűjtemény Laczkó Dezső és Rhé Gyula fáradhatatlan tevékenységének eredményeként, egyrészt ősrégészeti leletekkel, de főként a balácapusztai római kori ásatások  számtalan leletével gyorsan gyarapodott.

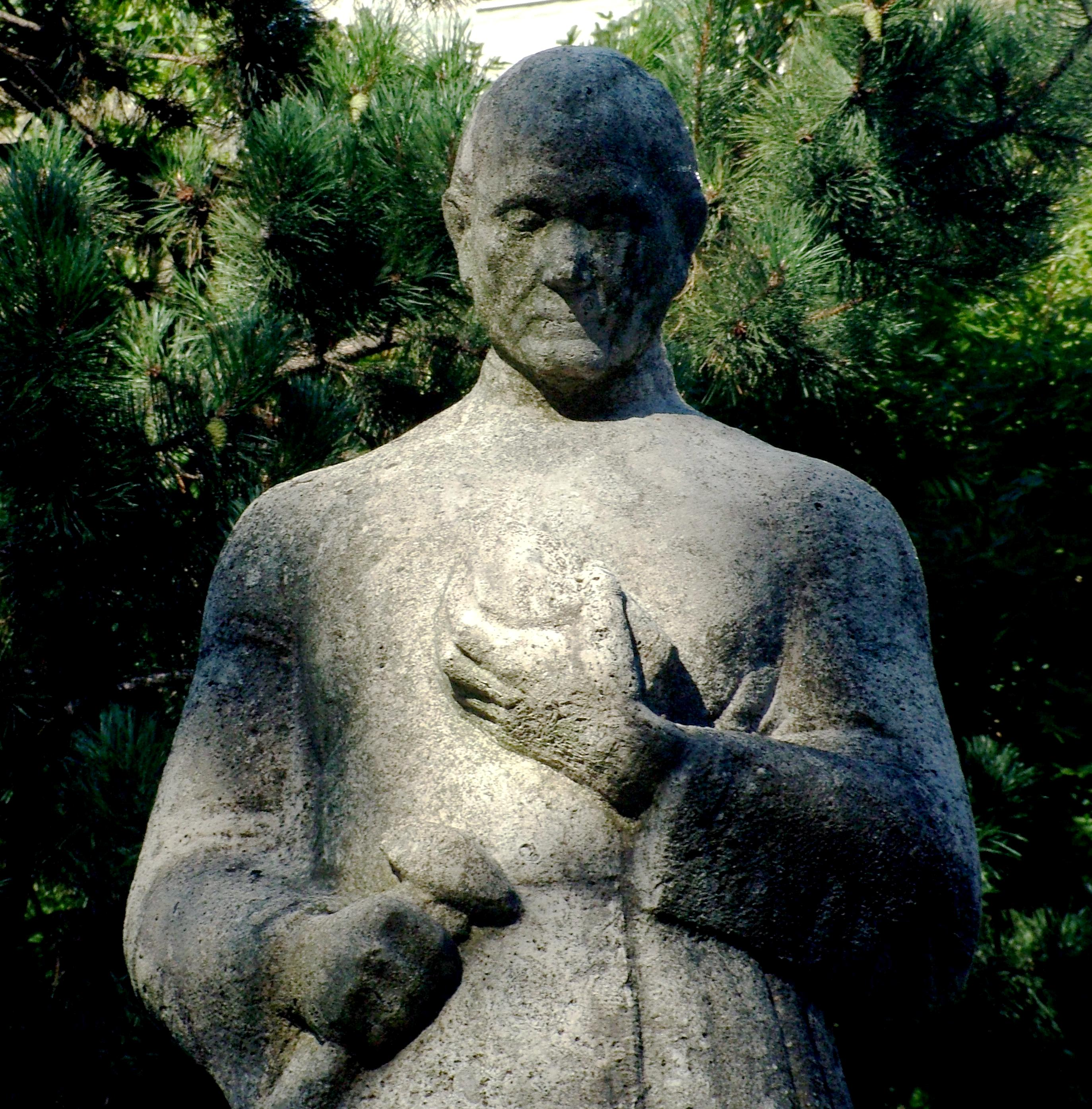
Laczkó Dezső szobor részlete

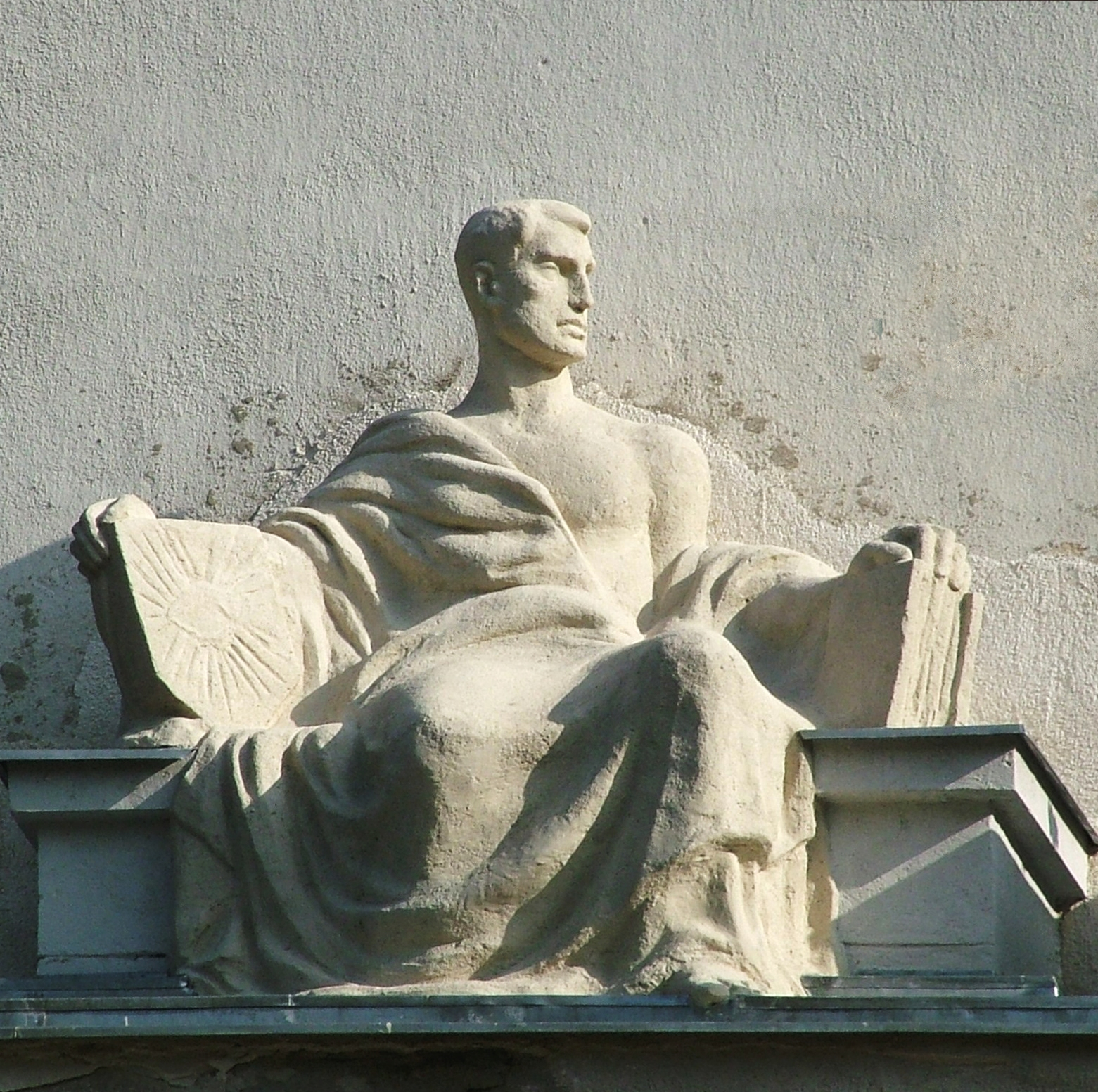
Laczkó Dezső Múzeum: Szobordísz_1

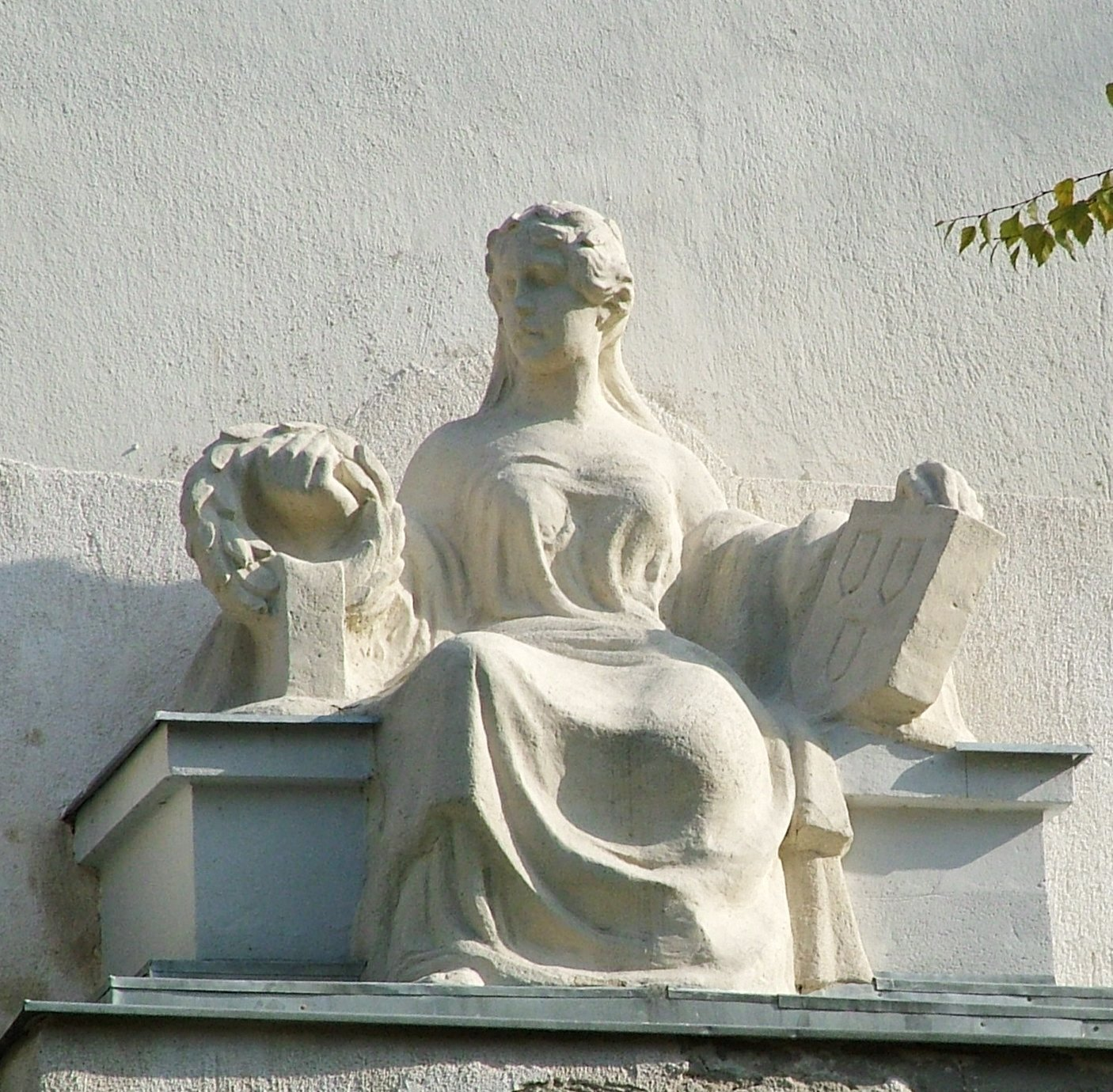
Laczkó Dezső Múzeum: Szobordísz_2

### A múzeumelhelyezési viták
A múzeumlétesítés ügyéhez úgy kapcsolódott a színházlétesítés programja, hogy az 1905-ben megalakult Színpártoló Egyesület foglalkozott a kaszinó megvásárlásának gondolatával (a helyén szándékozták megépíteni az új színházat). 1906-ban mégsem itt jelölték ki a színház helyét.  Az
1907-ben a Színpártoló Egyesület által megvásárolt kaszinót árengedménnyel eladták múzeum céljára.
1908-ban széles körű gyűjtés indult a múzeumalakítás anyagi megalapozására, s megszülettek az első elképzelések: 1908 végén Laczkó Dezső mintául elkérte a szombathelyi múzeum tervét. Ez évben készített Csomay Kálmán helybeli építőmester egy tervet.
Az első tervvázlatok készítésekor kiderült, hogy a kijelölt tér nem alkalmas nagyobb befogadóképességű épület elhelyezésére. Ennek végül nagy szerepe volt abban, hogy a múzeum nem a városközpontban, hanem a mai – akkoriban még városszélnek tekintett, félreeső helyen található – Erzsébet-ligetben került elhelyezésre.
A Múzeumegylet 1908. október 30-i ülésén Medgyaszay István tervezői megbízását hagyta jóvá.
Miközben a múzeumelhelyezési viták folytak, a Vármegyeházban elhelyezett gyűjtemény sorsa egyre tarthatatlanabbá vált: több helyiségben falrepedések keletkeztek, tehermentesítés érdekében a ládákba csomagolt könyvtári anyagot a kapualjban helyezték el, a geológiai és paleontológiai anyagot nem lehetett gyűjteni, sőt a balácai leletek is a pincébe kerültek.

## A múzeum épületei

### A főépület tervezése és építése
A végleges helykijelölést követően sem gyorsultak azonban fel az események. A Medgyaszay terveken több módosítást rendeltek el. Végül az 1913-i versenytárgyaláson Csomay Kálmán helyi építőmester nyerte el a megbízást, 162 ezer koronás költségvetésével.
Az alapkőletételre 1914. március elején került sor. A világháború kitörése azonban újra megakasztotta a végre szépen megindult építkezést. A kivitelezési munkák az Államépítészeti Hivatal irányítása alá kerültek, s néhány munkással, igen lassú ütemben folytatódtak 1916 és 1918 között. Csak 1922-től vett újabb lendületet a munka.
Közben a gyűjtemény lassan kezdett átvándorolni a befejezés felé közeledő épületbe. Az ünnepélyes felavatásra 1925. május 24-én került sor, a kormányzó, a püspök, a kultuszminiszter jelenlétében. (Az avatás emléktáblája a múzeumépület alagsorában ma is látható.)
1935-ben Nagy László (1936-tól az intézmény igazgatója) vezetésével a múzeum szomszédságában létrejött az ország első vidéki skanzenje, a Bakonyi Ház.

### Építészeti kialakítása
Az épületről szólva feltétlenül megemlítendő, hogy tervének kidolgozására alapvetően rányomta bélyegét az az első elképzelés, hogy a régi kaszinóépület helyén – kezdetben annak átalakításával számolva, később annak bontással felszabadítandó helyén – létesüljön. Medgyaszay végleges tervkialakításában nem tudott elszakadni az eredeti, épületátalakítást célzó alaprajz-szervezési koncepciótól és ez egyáltalán nem vált az épület előnyére. Az azóta eltelt időben végrehajtott többszöri átalakítások is csak korrigálni tudtak némiképp ezen.

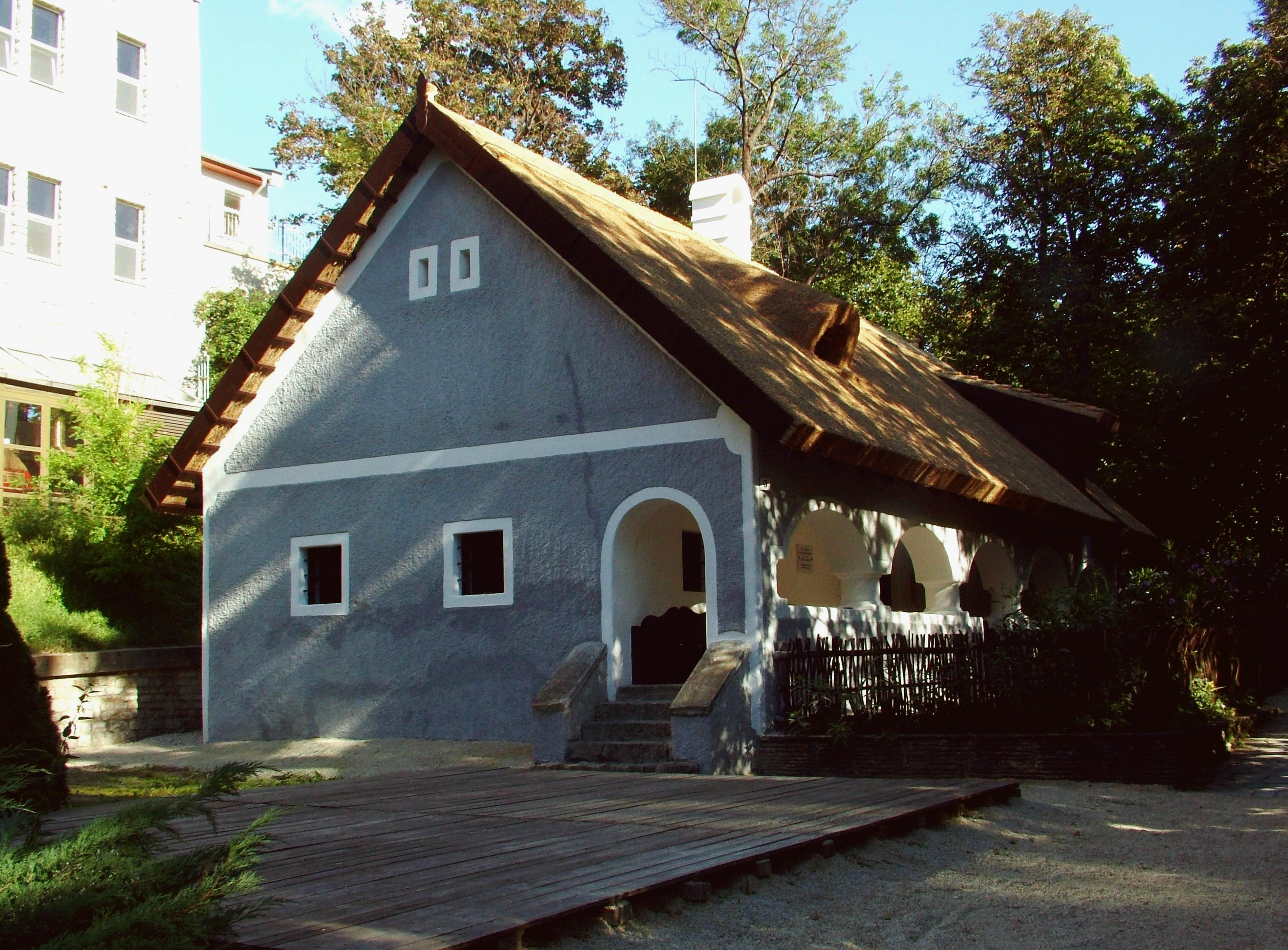
Laczkó Dezső Múzeum: Bakonyi Ház

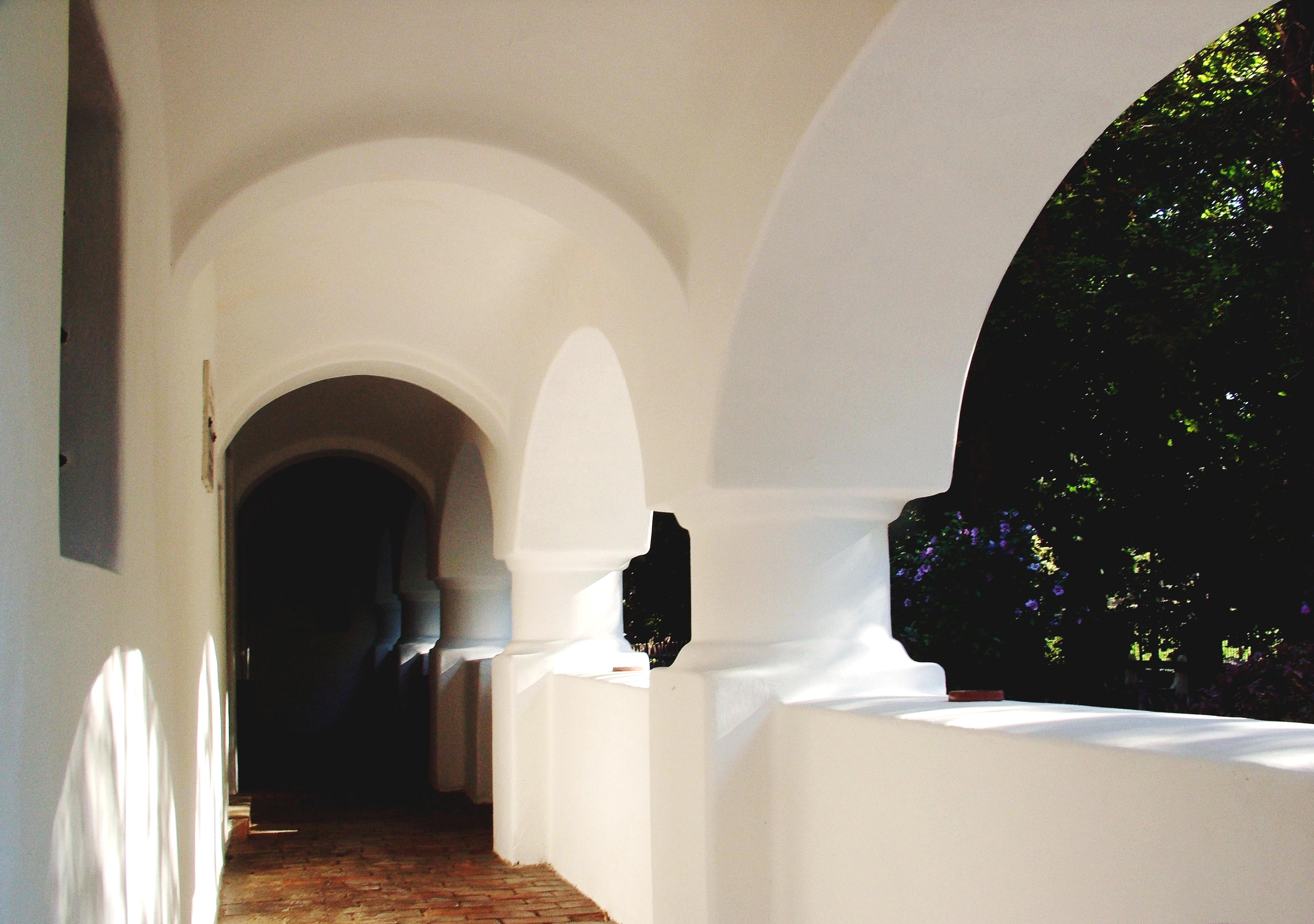
Laczkó Dezső Múzeum: Bakonyi Ház

A múzeumépület  alagsor-, földszint- és I-II. emelet kialakítású, magastetős, szabadon álló létesítmény. Homlokzatán kiemelt bejárati rizalit található, melyet legfelül a Medgyaszay stílusára jellemző áttört vasbeton párkánydísz zár le, két toronyszerű sarokpillér között.
Földszintjén teljes magasságban rusztikus kváderfalazású vörös homokkőlábazat fut körbe, felette fehér vakolt homlokzat készült. 
A bejárati rizalit homlokzatán jellegzetes motívumként alkalmazott ablakmegoldás – kőburkolással összevont sötét ablakmezők – a modern építészeti szerkezet- és formaképzés irányába mutat, így az épület karakterében a Medgyaszay-féle szecesszió és a húszas évek második felében kibontakozó racionális, szerkezetelvű építészet átvezető típusának tekinthető. Ez a tervező jó nemzetközi szakmai informáltságára vall és a személyes újítókészségét dicséri. Mindennek ellenére – funkcionális problémái miatt – ezt az épületet mégsem sorolhatjuk Medgyaszay sikeres alkotásai közé.

### A múzeumépület napjainkban
Az épület utolsó – 1980-as években végrehajtott – felújítását követően a belső kialakítás funkcionális rendjét újraértékelték. Földszintjének előcsarnokából balra a közművelődési terem, jobbra a múzeum-igazgatósági irodák helyezkednek el. A bejárattal szemben induló lépcsőházban található Rhé Gyula régész-muzeológus portréja, Orr Lajos szobrász műve.
Az első emelet három termében állandó kiállítások kaptak helyet: az őskortól a magyar honfoglalásig, a magyar középkor és a Rákóczi-szabadságharctól a kiegyezésig terjedő időszak megyei emlékeiből. A második emeleten lévő 1. sz. teremben a megyetörténet kiegyezéstől napjainkig tartó időszakának emlékei tekinthetők meg. Ezen a szinten alakítottak ki külön termet időszaki kiállítások részére, és itt található a könyvtár és az archívum is.

## A Bakonyi Ház
A Bakonyi Ház a Múzeum különálló épülete: tájház az Erzsébet-ligetben. Előterében áll Laczkó Dezső szobra.

## A múzeum szerepe a megyei és városi közművelődésben
Az 1925-ben ünnepélyesen birtokba vett épület napjainkban a megyei múzeumügy szervező központjaként működik, a tudományos kutatás mellett városi és megyei közművelődési tevékenység otthona, ide futnak össze a megyei szervezetbe integrálódott múzeumok tevékenységének szálai. Számtalan múzeumi – főleg kiszolgáló – funkcióit napjainkban már más épületekben és helyszíneken látja el. A jelenlegi megnövekedett funkciójából adódó újabb igények az épület ismételt rekonstrukcióját sürgetik.

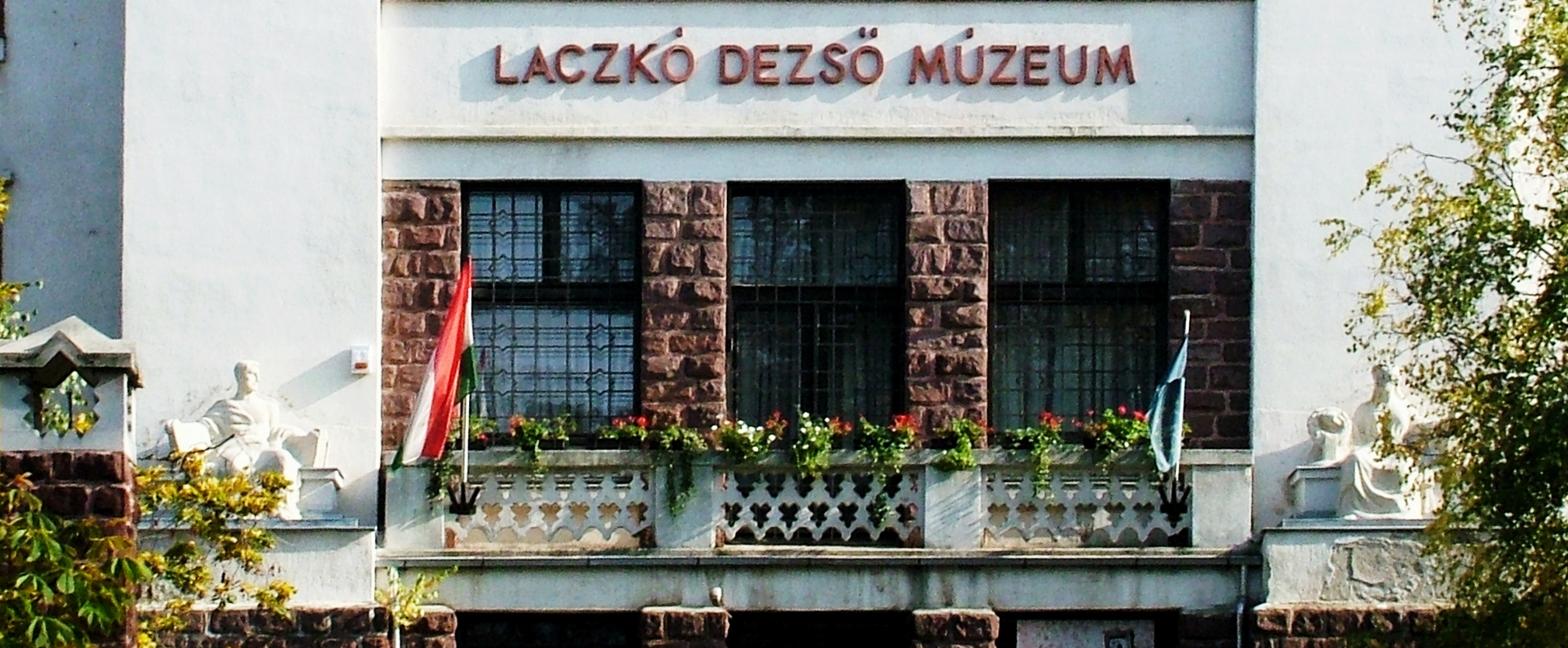
Veszprém, Laczkó Dezső Múzeum: Homlokzatdíszítő fríz (foto: KT)